# Juego de las Estrellas de la Major League Soccer 2001

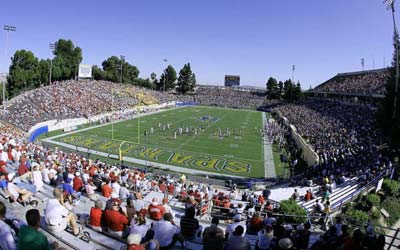
Spartan Stadium

El Juego de las Estrellas de la Major League Soccer 2001 fue la sexta edición del Juego de las Estrellas de la Major League Soccer, se jugó el 28 de julio de 2001 donde participaron los mejores jugadores divididos en dos equipos que representan a cada conferencia. El partido se disputó en el Spartan Stadium en San José, California.
El juego finalizó con un empate 6-6, es la única vez en la historia del juego de las estrellas de la MLS que un partido termina con el resultado igualado.
| Este 6 | Oeste 6 |

## El partido
| POR | Nick Rimando       | 46'     |
| DEF | Carlos Llamosa     | 46'     |
| DEF | Mike Petke         | 46'     |
| DEF | Pablo Mastroeni    |         |
| DEF | Marco Etcheverry   | 56' 74' |
| MED | John Wilmar Pérez  | 45'     |
| MED | Preki              | 74'     |
| MED | Ian Bishop         |         |
| MED | Santino Quaranta   |         |
| DEL | Brian McBride      | 46'     |
| DEL | Alex Pineda Chacón |         |
| DT  | -                  |         |

| POR | Joe Cannon          | 46'     |
| DEF | Jeff Agoos          | 46'     |
| DEF | Marcelo Balboa      | 46'     |
| DEF | Troy Dayak          |         |
| DEF | DaMarcus Beasley    | 46'     |
| MED | Mauricio Cienfuegos | 46'     |
| MED | Manny Lagos         | 69'     |
| MED | Chad Deering        | 46'     |
| DEL | Landon Donovan      | 46' 69' |
| DEL | Ronald Cerritos     | 46'     |
| DEL | Ariel Graziani      | 46'     |
| DT  | -                   |         |

| MED | Jim Rooney   | 45' |
| POR | Tim Howard   | 46' |
| DEF | Mike Clark   | 46' |
| DEF | Steve Jolley | 46' |
| DEL | Diego Serna  | 46' |
| DEL | Catê         | 56' |

| POR | Zach Thornton   | 46' |
| DEF | C. J. Brown     | 46' |
| MED | Diego Gutiérrez | 46' |
| MED | Jesse Marsch    | 46' |
| MED | Dema Kovalenko  | 46' |
| MED | Matt McKeon     | 46' |
| DEL | John Spencer    | 46' |
| DEL | Luis Hernández  | 46' |
| DEL | Cobi Jones      | 46' |

| Anotado | 28' | Alex Pineda Chacón |
| Anotado | 34' | Brian McBride      |
| Anotado | 39' | Brian McBride      |
| Anotado | 53' | Mamadou Diallo     |
| Anotado | 84' | Jim Rooney         |
| Anotado | 87' | Catê               |

| Anotado | 3'    | Landon Donovan |  |
| Anotado | 7'    | Landon Donovan |  |
| Anotado | 19'   | Landon Donovan |  |
| Anotado | 26'   | Ariel Graziani |  |
| Anotado | 69'   | Dema Kovalenko |  |
| Anotado | 90+2' | Landon Donovan |  |

| Árbitro             | Noel Kenney   |
| Árbitros asistentes | Scott Weyland |
| Árbitros asistentes | Roger Itaya   |

| POR | Nick Rimando       | 46'     |
| DEF | Carlos Llamosa     | 46'     |
| DEF | Mike Petke         | 46'     |
| DEF | Pablo Mastroeni    |         |
| DEF | Marco Etcheverry   | 56' 74' |
| MED | John Wilmar Pérez  | 45'     |
| MED | Preki              | 74'     |
| MED | Ian Bishop         |         |
| MED | Santino Quaranta   |         |
| DEL | Brian McBride      | 46'     |
| DEL | Alex Pineda Chacón |         |
| DT  | -                  |         |

| POR | Joe Cannon          | 46'     |
| DEF | Jeff Agoos          | 46'     |
| DEF | Marcelo Balboa      | 46'     |
| DEF | Troy Dayak          |         |
| DEF | DaMarcus Beasley    | 46'     |
| MED | Mauricio Cienfuegos | 46'     |
| MED | Manny Lagos         | 69'     |
| MED | Chad Deering        | 46'     |
| DEL | Landon Donovan      | 46' 69' |
| DEL | Ronald Cerritos     | 46'     |
| DEL | Ariel Graziani      | 46'     |
| DT  | -                   |         |

| MED | Jim Rooney   | 45' |
| POR | Tim Howard   | 46' |
| DEF | Mike Clark   | 46' |
| DEF | Steve Jolley | 46' |
| DEL | Diego Serna  | 46' |
| DEL | Catê         | 56' |

| POR | Zach Thornton   | 46' |
| DEF | C. J. Brown     | 46' |
| MED | Diego Gutiérrez | 46' |
| MED | Jesse Marsch    | 46' |
| MED | Dema Kovalenko  | 46' |
| MED | Matt McKeon     | 46' |
| DEL | John Spencer    | 46' |
| DEL | Luis Hernández  | 46' |
| DEL | Cobi Jones      | 46' |

| Anotado | 28' | Alex Pineda Chacón |
| Anotado | 34' | Brian McBride      |
| Anotado | 39' | Brian McBride      |
| Anotado | 53' | Mamadou Diallo     |
| Anotado | 84' | Jim Rooney         |
| Anotado | 87' | Catê               |

| Anotado | 3'    | Landon Donovan |  |
| Anotado | 7'    | Landon Donovan |  |
| Anotado | 19'   | Landon Donovan |  |
| Anotado | 26'   | Ariel Graziani |  |
| Anotado | 69'   | Dema Kovalenko |  |
| Anotado | 90+2' | Landon Donovan |  |

| Árbitro             | Noel Kenney   |
| Árbitros asistentes | Scott Weyland |
| Árbitros asistentes | Roger Itaya   |